# Diecezja León en Nicaragua
Diecezja León en Nicaragua (łac. Dioecesis Dioecesis Leonensis in Nicaragua, hiszp. Diócesis de León (Nicaragua)) – rzymskokatolicka diecezja ze stolicą w Leónie w Nikaragui.
Obecnie biskupem Leónu jest René Sócrates Sándigo Jirón.
Na terenie archidiecezji żyje 34 zakonników i 67 sióstr zakonnych.

## Historia
Diecezja powstała 3 listopada 1534 jako diecezja nikaraguańska. Swoją obecną nazwę uzyskała 2 grudnia 1913.